# دنیای ریپیلیکا: ماجراهای لیلیکا، کوآلا
دنیای ریپیلیکا: ماجراهای لیلیکا، کوآلا (پرتغالی: Mundo Ripilica - As Aventuras de Lilica, a Coala) یک مجموعه تلویزیونی پویانمایی رایانه‌ای برزیلی است که توسط بث کارمونا، برونو باسک، ادواردو ناکامورا و ونسا فورت برای شبکه دیسکاوری کیدز در ۱۸ نوامبر ۲۰۱۷ ساخته شده‌است.
کارتون همچنین توسط شبکه تی‌وی را تیم بوم در ۲ ژوئیه ۲۰۲۲ پخش شد.

## شخصیت‌ها
- لیلیکا (صداگذاری شده توسط: برونا گورین) یک کوآلا.
- دونا (صداگذاری شده توسط: برونا گورین) یک دختر با مو نارنجی که دوست لیلیکا است.
- جوآنا (صداگذاری شده توسط: ایزابلا گوارنیری) یک تنبل صورتی.